# Viorica Ursuleac
Viorica Ursuleac (n. 26 martie 1894, Cernăuți, Austro-Ungaria – d. 22 octombrie 1985, Ehrwald, Tirol, Austria) a fost o soprană română, fiica unui arhidiacon ortodox, născută la Cernăuți.

## Cariera

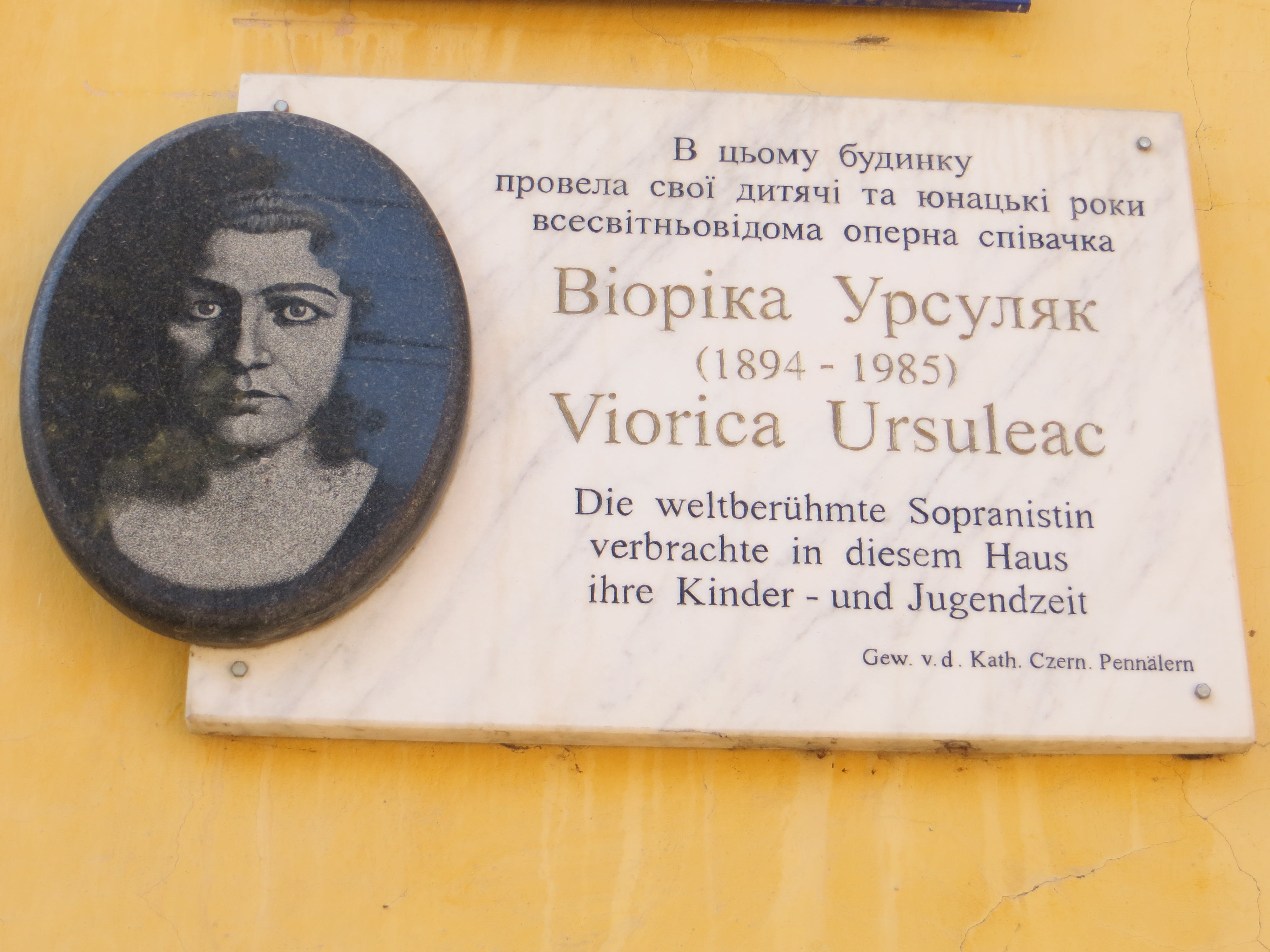
Placă comemorativă pe casa ei din Cernăuți

După ce și-a terminat studiile la Viena, Viorica Ursuleac a debutat în anul 1922 pe scena operei din Zagreb în rolul Charlotte din Werther de Massenet. Soprana a apărut apoi la Volksoper din Viena (1924-1926), Opera din Frankfurt (1926-1930), Berlin Staatsoper (1935-1937) și Opera din München (1937-1944). S-a căsătorit cu dirijorul austriac Clemens Krauss la Frankfurt, pe parcursul șederii sale acolo.
Viorica Ursuleac a fost soprana favorită a lui Richard Strauss, care a numit-o "die treueste aller Treuen" ("cea mai fidelă dintre fidele"). Ea a cântat în premierele a patru dintre operele sale: Arabella (1933), Friedenstag (pe care a dedicat-o ei și lui Krauss, 1938), Capriccio (1942) și repetiția publică cu costume la Die Liebe der Danae (1944).
A apărut la Festivalul de la Salzburg (1930-1934 și 1942-1943) și o stagiune la Covent Garden (1934), unde a cântat în prima reprezentație din Anglia a operei Schwanda the Bagpiper de Jaromír Weinberger și Arabella (rolul ei favorit). A apărut, de asemenea, în Desdemona din Otello de Giuseppe Verdi la Royal Opera, cu Lauritz Melchior în rolul titular și Sir Thomas Beecham dirijor.
Ursuleac a cântat la Teatro alla Scala în Die Frau ohne Schatten (rolul Împărătesei) și Elektra (rolul Chrysothemis) de Richard Strauss, Così fan tutte de Wolfgang Amadeus Mozart și Die Walküre (rolul Sieglinde) de Richard Wagner. Singura ei apariție din America a fost în 1948 la Teatro Colón din Buenos Aires, în rolul Brangäne din Tristan și Isolda de Richard Wagner, având-o ca parteneră pe Kirsten Flagstad. În repertoriul ei s-au regăsit și rolurile: Contessa Almaviva (Nunta lui Figaro), Donna Elvira (Don Giovanni), Leonore (Fidelio), Senta (Olandezul zburător, cu Hans Hotter), Amelia Grimaldi (Simon Boccanegra), Amelia (Bal mascat), Leonora (Forța destinului), Élisabeth de Valois (Don Carlos), Tosca, Minnie (La fanciulla del West), Turandot (cu Erna Berger în rolul Liù), Cavalerul rozelor, Ariadne auf Naxos (prima dată în rolul Compozitorului, apoi ca Ariadne), Die ägyptische Helena etc.
Primadona a primit distincția austriacă Kammersängerin (1934) și distincția prusacă Kammersängerin (1935). Spectacolul de adio l-a susținut în 1953, la Wiesbaden, în Cavalerul rozelor. Ea a fost numită profesoară la Salzburg Mozarteum în 1964.
Vocea lui Ursuleac nu a fost de o frumusețe neobișnuită, după cum reiese din înregistrări, dar ea a fost apreciată ca o bună muziciană și actriță. Colega ei, soprana Hildegard Ranczak, spunea despre ea: "Cu toate că ea avea un acut seducător și facil, am fost uimită tot timpul de faptul că petrecea două ore de vocalize înaintea fiecărei apariții pe scenă. Ea a fost, în opinia mea, uimitor construită, fără o voce cu adevărat naturală, dar pe care a folosit-o cu o inteligență misterioasă." Ursuleac a murit la vârsta de 91 de ani, în satul Ehrwald din Tirol, unde s-a stabilit încă înainte de 1954, anul morții lui Krauss.

## Discografie selectivă
- Strauss: Ariadne auf Naxos [without Prologue] (Berger, Roswaenge; Krauss, 1935) [live]
- Strauss: Friedenstag (Hotter; Krauss, 1939) [live]
- Strauss: Arabella (Krauss, 1942) [live]
- Strauss: Der Rosenkavalier (Kern, Milinkovič, Weber; Krauss, 1944) [live]
- Wagner: Der fliegende Holländer (Hotter; Krauss, 1944) [live]
- Wagner: Tristan und Isolde [as Brangäne] (Flagstad, Svanholm, Hotter; E.Kleiber, 1948) [live]